# المجموعة الفردانية A0-T
المجموعة الفردانية A0-T والمعرُوفة أيضًا باسم المجموعة الفردانية A-L1085، هي مجموعة فردانية صبغيَّة بشريَّة. وهو يُعد جزء من النسب الأبوي لجميع البشر الذين يعيشون اليوم تقريبًا. لعب تعدد أشكال النوكليوتيدات المُفردة L1085 دورين في علم الوراثة السكانية: أولاً، من حيث أنه انحرفت معظم مجموعات Y-DNA الفردانية عنه وثانيًا، يحدد الفرع الحيوي القاعدي غير المتباعد A-L1085*.
تحتوي المجموعة A0-T على فرعين أساسيين: A-V148 (المعروف أيضًا باسم المجموعة الفردانية A0) والمجموعة الفردانية A-P305 (المجموعة الفردانية A1).

## الأصل

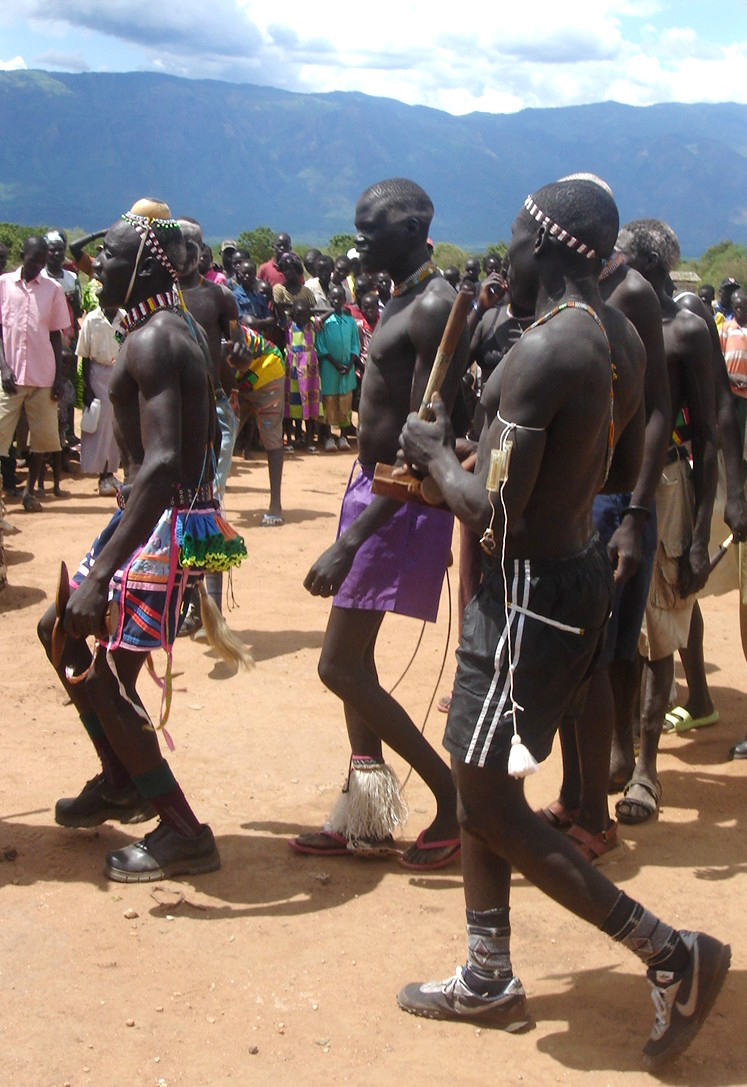
المجموعة الفردانية A شائعة بين الشعوب النيلية. من المعروف أن شعب كويسان يحمل فئة فرعية من المجموعة الفردانية A بتردد عالٍ جدًا.

تشير العديد من المقترحات الخاصة بأصل المجموعة الفردانية A-L1085 إلى أنها كانت مرتبطة بأسلاف مجتمع الصيادين وجامعي الثمار في منطقة جنوب إفريقيا. وذلك لأن سلالات المجموعة الفردانية A-L1085 شائعة بين شعب بوشمن.
ومع ذلك، فإن سلالات A-L1085 في جنوب أفريقيا هي سلالات فرعية من سلالات A الموجودة في أجزاء أخرى من أفريقيا، ومعظمها بين الشعوب النيلية ولكن أيضًا بين الأفارقة الآخرين. يشير هذا إلى أن سلالات A-L1085 وصلت إلى جنوب إفريقيا من أماكن أخرى. تم اكتشاف السلالتين الأساسيتين للمجموعة A-L1085 وA-V148 وA-P305 في غرب أفريقيا وشمال غرب أفريقيا ووسط أفريقيا. الباحث كروسياني وغيره يشير في عام 2011 إلى أن هذه السلالات ربما ظهرت في مكان ما بين وسط وشمال غرب أفريقيا، على الرغم من أن هذا التفسير لا يزال أوليًا بسبب التغطية الجغرافية غير المكتملة لكروموسومات y الأفريقية.

## توزيع جغرافي

### افريقيا الوسطى
تمت ملاحظة المجموعة الفردانية A-M13 بين سكان شمال الكاميرون (2/9 = 22% من شعب توبوري، 4/28 = 14% ماندارويين،  2/17 = 12% الفولانيين) وشرق جمهورية الكونغو الديمقراطية ( 2/9 = 22% ألور،  1/18 = 6% هيما، 1/47 = 2% مبوتي).
تمت ملاحظة المجموعة الفردانية A-M91(xA-M31,A-M6,A-M32) في شعب الكولا في جنوب الكاميرون (3/33 = 9%).

### شرق أفريقيا
المجموعة الفردانية A-M13 شائعة بين الذُّكور في جنوب السودان (53%)، وخاصةً قوميَّة الدينكا (61.5%). تمت ملاحظة المجموعة الفردانية A-M13 أيضًا في عينة أخرى من سكان جنوب السودان بتردد 45% (18/40)، بما في ذلك 1/40 A-M171. تم الإبلاغ عن المجموعة الفردانية A أيضًا في 14.6% (7/48) من عينة أمهربة، 10.3% (8/78) من عينة أورومو، 13.6% (12/88) من عينة أخرى من إثيوبيا، و41% من عينة بيتا إسرائيل (Cruciani et al. 2002)، كما يتقاسم البانتو في كينيا نسب مهمة (14%، لويس وآخرون 2004) والعراق في تنزانيا (3/43 = 7.0% (لويس وآخرون 2004) إلى 1/6 = 17% (نايت وآخرون 2003)).

### شمال أفريقيا
تمت ملاحظة الفئة الفرعية A1 بين البربر الليبيين، بينما تمت ملاحظة الفئة الفرعية A-M13 في حوالي 3٪ من الذكور المصريين من الذين أجروا فحوصًا.

### أوروبا
تمت ملاحظة المجموعة الفردانية A على أنها A1 في الرجال الأوروبيين في إنجلترا. وقد لوحظ وجود كروموسوم AY أيضًا بتردد منخفض في آسيا الصغرى والشرق الأوسط وفي بعض جزر البحر الأبيض المتوسط، بين اليونانيين في بحر إيجه والصقليين (0.2% من A1a في كابو دورلاندو و0.5% من A1b في جميع الجزيرة)، وكذلك لدى الفلسطينيين والأردنيين واليمنيين.ومن دون اختبار أي فئة فرعية، تمت ملاحظة المجموعة الفردانية A1b في عينة من اليونانيين من ميتيليني في جزيرة ليسفوس في بحر إيجه، ولوحظت المجموعة الفردانية A1b أيضًا في 0.1% من اليهود الأيبيريين. أفاد مؤلفو إحدى الدراسات عن العثور على ما يبدو أنه المجموعة الفردانية A في 3.1% (2/65) من عينة من القبارصة، على الرغم من أنهم لم يستبعدوا بشكل قاطع احتمال أن أيًا من هؤلاء الأفراد قد ينتمي إلى المجموعة الفردانية B.

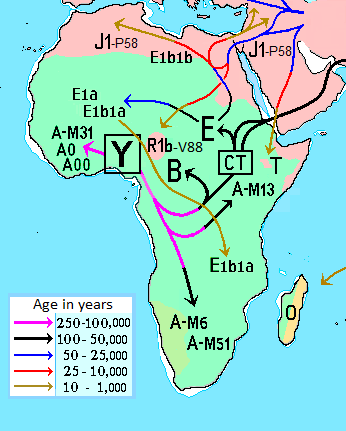
تحولات المجموعة الفردانية A وأحفادها.